# فابيو ايمانويل موريرا سيلفا
فابيو ايمانويل موريرا سيلفا (بالبرتغالية: Fábio Emanuel Moreira Silva‏) (5 أبريل 1985 بلشبونة في البرتغال - ) هو لاعب كرة قدم الرأس الأخضر وبرتغالي في مركز الوسط. شارك مع منتخب الرأس الأخضر لكرة القدم. أما مع النوادي، فقد لعب مع إستريلا دا أمادورا ولاسك لينتس وميتالوره زابورجيا ونادي إيسبينهو وOdivelas F.C. ‏ وتينيريفي ب وNK Drava Ptuj (1933) ‏ وS.L. Benfica B ‏ وKazincbarcikai SC ‏.

## وصلات خارجية
- فابيو ايمانويل موريرا سيلفا على موقع اتحاد أوكرانيا (الإنجليزية)
- فابيو ايمانويل موريرا سيلفا على موقع قاعدة بيانات كرة القدم.إي يو (الإنجليزية)
- فابيو ايمانويل موريرا سيلفا على موقع ناشيونال فوتبول تيمز (الإنجليزية)
- فابيو ايمانويل موريرا سيلفا على موقع Soccerway.com (الإنجليزية)